# Al-Hada
Al-Hada és un districte de la governació de Dhamar, al Iemen, a la comarca del Djabal Bashar. El 2003, el districte tenia 143.100 habitants. S'hi va trobar un jaciment arqueològic que va ser excavat per iemenites del 2000 al 2002 i es va descobrir un temple dedicar a Wadd, amb unes taules i uns altars per les libacions. També es van descobrir algunes inscripcions dels segles II i III.